# 南北戦争の信号司令部
南北戦争における信号司令部（なんぼくせんそうにおけるしんごうしれいぶ、英:Signal Corps in the American Civil War）は、2つの組織があった。1つはアメリカ陸軍（北軍）信号司令部であり、南北戦争の開戦直前にアルバート・マイアー少佐を初代の信号士官に指名して始まったものだった。もう1つはアメリカ連合国陸軍（南軍）信号司令部であり、北軍のものに比べてかなり小さな組織と人員ではあるが、似たような組織と技術を使ったものだった。どちらの組織も有線電信や視覚信号（ウィグワグ信号）など、交戦中の軍隊に戦術的および戦略的通信方法を提供した。どちらも戦場の偵察、情報収集および高所の観測所からの砲兵指揮などの任務があったが、南軍の場合は特に諜報活動も行った。
北軍信号司令部は戦場では有効であったものの、ワシントンD.C.における政争の影響を受け、特に文官が運用するアメリカ軍電報部との競合関係があった。マイアーは信号司令部内の有線電信の全てを統制しようとしたために、陸軍長官エドウィン・スタントンから先任信号士官の任務を解任された。マイアーは戦争が終わるまで先任信号士官の任務に戻ることは無かった。

## 北軍の信号司令部

### 初代先任信号士官
アメリカ陸軍信号司令部の父はアルバート・マイアー少佐だった。マイアーは軍医であり、手話に興味を持ったことから、軽量な材料を使って遠隔地に簡単に信号を送ることに興味を持った。一つの信号旗（夜間は灯油松明）を使って信号を送る方法を発明し、「ウィグ・ワグ」信号、あるいは「遠隔信号術」と呼ばれるようになった。2つの旗を用いる手旗信号とは異なり、「ウィグ・ワグ」信号は1本の旗を用い、2進法を用いてアルファベットの文字や数字を表現した。マイアーは1856年にテキサス州ダンカン砦で勤務しているときに、陸軍長官ジェファーソン・デイヴィスに宛てて手紙を書き、陸軍省にその信号伝達法を提案した。陸軍技師長のジョセフ・G・トッテン大佐はマイアーの提案を支持したが、具体的な技術の詳細が抜けていたので、デイヴィスが却下した。1857年にジョン・ブキャナン・フロイドがデイヴィスに代わって陸軍長官に就任し、トッテンが再度マイアーの提案を紹介すると、1859年3月にワシントンD.Cで調査委員会が結成された。ロバート・E・リー中佐が委員長を務める委員会はこの提案に強い興味を示さず、短距離の2次的通信手段としてのみ適していると判断したが、さらなる実験も推奨していた。
マイアーは1859年4月にバージニア州モンロー砦で実験を始め、その後ニューヨーク港、ウェストポイントおよびワシントンD.Cで実験を重ねた。このときマイアーの助手を務めた者の中にエドワード・ポーター・アレクサンダー少尉がおり、後に南軍の信号兵、工兵および砲兵士官になった。この実験では15マイル (24 km) の距離まで通信することができ、マイアーは実験が「予想以上」の結果だったと陸軍省に報告した。マイアーはその通信方法を陸軍が採用し、自身もそれを任務とする職に就くべきと提案した。
1860年3月29日、アメリカ合衆国下院は1861会計年度での陸軍予算案を承認し、それには次の修正を含んでいた。
アメリカ合衆国上院は、ミシシッピ州選出の上院議員ジェファーソン・デイヴィスが反対したものの、最終的に予算案を認め、ジェームズ・ブキャナン大統領が1860年6月21日に署名して法は成立した。この日はアメリカ陸軍信号司令部の生まれた日として現在でも祝われている。マイアーを少佐の階級で初代信号士官に指名する案は6月27日に上院で承認された。しかし、この予算案ではマイアーの下で働く人員については規定しておらず、正式な組織としての信号司令部が承認されるのは1863年3月になってのことだった。
開戦の直前、マイアーはニューメキシコ方面軍勤務となり、ナバホ・インディアンに対する作戦で実戦における信号通信を試験することになった。この任務の時にウィリアム・J・L・ニコデマス中尉が補佐を務め、後にマイアーを継いで先任信号士官になった。野戦実験は成功し、エドワード・キャンビー少佐の称賛も得た。キャンビーは専門的信号司令部の編成を強く提唱する者になった。マイアーはこの時、信号任務に適したスタッフを揃える最善の方法は陸軍の統制の中で士官を訓練することだと考えた。

### 戦時組織
南北戦争が勃発したとき、マイアーはワシントンD.Cに戻り、信号任務にあたる人員がいないことを訴えた。その唯一の選択肢は他の任務にある士官から選抜して説得に当たることだったが、そのことはマイアー自身もあるいは昇進の機会が無くなることを恐れる他の士官達にも満足のいくものとは考えられなかった。マイアーは陸軍長官サイモン・キャメロンに法案を提出し、信号司令部は彼自身と、7名の信号士官、40名の准士官、および通信線の構築と補修を行う40名の信号技術兵で構成されるべきと提案した。マイアーは陸軍が最終的に50万名規模になると想定し、各師団が専門の無線および電磁気電信の支援部隊を持つことになることを目指した。アメリカ合衆国議会はこの法案を検討することなく休会になった。その年の秋、マイアーは陸軍信号士官長の任務に加えて新たに結成されたポトマック軍の先任信号士官も務めており、モンロー砦やワシントンD.Cのジョージタウンにあるレッドヒルで選抜された将兵の訓練施設を起ち上げた。ワシントンD.Cの訓練施設は1862年の半島方面作戦やその後の期間も活動を続け、この期間にマイアーは議会や新しい陸軍長官エドウィン・スタントンに働きかけを続けて、恒久的司令部を作ろうとした。
マイアーの努力が実って、エイブラハム・リンカーン大統領は1863年3月3日に諸々の民生用予算法案に署名し、この中で「現在の反乱」の間、信号司令部を組織化することを認めていた。これには大佐の階級で先任信号士官、1人の中佐、2人の少佐、各軍団あるいは方面軍につき1人の大尉、各軍団あるいは方面軍につき大統領が必要と考える8人を超えない中尉を置くことが含まれていた。各士官には1人の軍曹と6人の兵卒が割り当てられた。4月29日、マイアーはスタントン長官から先任信号士官の地位と大佐の階級に指名されたが、このとき上院が休会していたために直ぐには承認されなかった。
マイアーはその指揮が有線電信も統制するものと解釈していたが、競合する組織が現れた。アメリカ軍電報部は民間の電信士を雇用し、兵站部で軍人の任命を受けた者が監督し、全体は元ウェスタンユニオン電信会社の役員だったアンソン・ステイジャーが管理した。1862年2月リンカーンはステイジャーの組織が使っていた全国の商業電信を統制することにした。元はアトランティック・アンド・オハイオ電信会社の役員で弁護士でもあったスタントン長官は、電信の技術と戦略的重要さを理解し、電信事務所を陸軍省の自分の事務室の直ぐ隣に置かせた。スタントンの伝記作者の1人は電信士のことをスタントンの「小さな軍隊...彼自身の信頼できるスタッフの一部」と表現した。マイアーはこの組織を上回るための動きを始め、信号司令部で野戦用電信輜重隊を形成するための装備を購い、移動中の軍隊を支援する電信士に機動性を備えることを提案した。マイアーは伝統的なモールス電信機を使って電信士を訓練することに憂慮していたので、ニューヨーク市のジョージ・W・ベアズリーが発明したベアズリー・テレグラフと呼ばれる電信装置を輜重車に備えさせた。この装置が技術的に限界があることが分かると、1862年秋には「アーミー・アンド・ネイビー・オフィシャル・ガゼット」誌に訓練されたモールス電信士の募集広告を出した。陸軍省は、マイアーの行動が「規則によらず、不適当」とマイアーに告知し、1863年11月10日付けで先任信号士官を解任した。ベアズリー・テレグラフの装置は全てアメリカ軍電信司令部に渡され（信頼性に欠けたために使われることは無かった）、マイアーはテネシー州メンフィスに左遷された。先任信号士官の後任はかつての弟子だったウィリアム・J・L・ニコデマス少佐となった。マイアーは西部に左遷されている間の1864年に『信号マニュアル：野戦における信号士官の使用のために』を出版し、これがその後長い間信号理論の基本になった。
ニコデマスが継承した時、司令部は約200名の士官と1,000名の兵卒からなる組織に成長していた。1864年の信号司令部年報で敵の信号を読めることを暴露したときに、ニコデマスはスタントン長官と衝突した。スタントンはこれが機密漏洩であると正当に考え、1864年12月にニコデマスを陸軍から解雇した。南北戦争中の最後の信号士官長は、元ポトマック軍信号士官長だったベンジャミン・F・フィッシャー大佐だった。フィッシャーはゲティスバーグ方面作戦の間にバージニア州アルディー近くで捕虜になり、脱走して任務に戻るまでに8ヶ月間リビー監獄で囚われていた。
信号司令部が戦時任務終了後、1865年8月に解隊されるまでに、146名の士官が任命されるか任官を提案された。実際は297名の信号士官が任命されたが、非常に短期間の者もいた。戦争中に携わった兵士の総数は約2,500名になった。
アルバート・マイアーは忘れ去られていたが、最後には救出され、1864年5月に戦前からの盟友であるエドワード・キャンビーによって西ミシシッピ軍事師団の信号士官に選任された。マイアーはワシントンD.Cから追放された後で大佐の階級が撤回されていたために、この職を少佐として務めた。南北戦争の終結時点で准将への名誉昇進は果たしていた。1866年7月28日、ユリシーズ・グラント中将とアンドリュー・ジョンソン大統領の影響力に反応する形で、アメリカ合衆国議会は信号司令部を再編成し、1866年10月30日付けでマイアーは常備軍大佐の階級を得て、再び先任信号士官となった。その新しい任務には電信業務の統制を含んでおり、以前彼をその地位から追いやった紛争も解決していた。

## 南軍の信号司令部

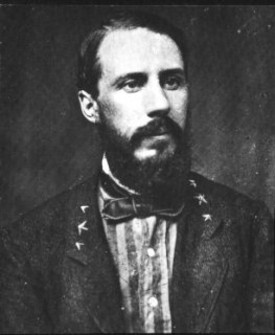
エドワード・ポーター・アレクサンダー

マイアーがウィグワグ装置を実験するときに助手を務めたエドワード・ポーター・アレクサンダーは1861年5月1日にアメリカ軍から除隊し、工兵大尉として南軍に入隊した。アレクサンダーは南軍信号司令部を結成へ向けて新兵の編成と訓練を行っている時、バージニア州マナサスのP・G・T・ボーリガード准将への出頭命令を受けた。アレクサンダーは6月3日に南軍ポトマック軍の技師長と信号士官となった。北バージニア軍の兵器士官長となった後でも信号士官の地位は維持したが、他の任務が優先された。
南軍の信号司令部は北軍のものに匹敵するような明確な部局になることは無かったが、アメリカ連合国議会は1862年4月19日に総務局長と監察官の部局に付設する別組織として設立することを承認した。この日付は北軍のそれより1年も前のことである。初代信号士官長はメリーランド州の弁護士で、当時ジョン・マグルーダー少将の参謀だったウィリアム・ノリス大尉が務めた。
ノリスの司令部は、少佐１名、大尉10名、少中尉20名、軍曹20名および各種部局から選抜された1,500人の兵士が構成し、信号士官1名が各軍団と師団の参謀として承認された。南軍信号司令部の任務と機材は北部と、若干の例外を除いて似ていたが、電信線と訓練された電信員が不足していたために、野戦通信に電信が使われる事は無かった。視覚通信は類似した旗を用いて行われたが、符号と手旗の操作はマイアーの方法から若干修正された。北軍の信号司令部と異なったのは、南軍信号司令部は南部のために諜報活動を行うことも公認されていた為（両軍とも戦場の情報収集や時には高所の観察地点から砲兵隊に砲撃方向を教えることなど貴重な任務を担ったが、南軍の司令部員は敵の全線背後での隠密任務も負った）、南軍の諜報部隊として実際に機能し、リッチモンドから北部やカナダまでも延びる機密の通信線と情報網を管理運用した。しかし、それらは隠密に行われた為、成果の大半が歴史に埋もれてしまった。その記録の多くはリッチモンド陥落とそれに続くノリスの家の火事の時に灰になったが、ノリスはそれらを個人文書だと主張している。

## 信号送信装置と技術

### ウィグワグ信号
ウィグワグ信号は、ヒッコリーの枝を4フィート (1.2 m) の枠に組んだものに1枚の旗を結びつけて、昼間に行われた。旗には通常、綿、リンネルなど軽い繊維が用いられ、次のような寸法があった。
| 旗の寸法 (m) | 旗の背景色 | 中央の色 | 中央の寸法 (cm) |
| ------------ | ---------- | -------- | --------------- |
| 1.8 x 1.8    | 白         | 赤       | 61 x 61         |
| 1.8 x 1.8    | 黒         | 白       | 61 x 61         |
| 1.2 x 1.2    | 白         | 赤       | 41 x 41         |
| 1.2 x 1.2    | 黒         | 白       | 41 x 41         |
| 1.2 x 1.2    | 赤         | 白       | 41 x 41         |
| 0.6 x 0.6    | 白         | 赤       | 20 x 20         |
| 0.6 x 0.6    | 赤         | 白       | 20 x 20         |

背景色が白で4フィート (1.2 m) の旗を12フィート (3.6 m) の旗竿に付けたものが多く用いられ、敵の注意を引きたくない時には2フィート (0.6 m) の旗が用いられた。赤い旗は通常、海上で使われた。夜間は長さ18インチ (46 cm)、直径1.5インチ (3.8 cm) の銅製円筒に綿の芯を入れた松明が使われた。
マイアーのウィグワグ信号に使われた「一般任務符号」は1864年に標準化され、全ての文字が旗の1振りから4振りで表して送信されるので、「4要素」とも呼ばれた（マイアーが1850年代から採用した当初の方法は、旗の垂直位置からの動きのみで要素が表現されたので「2要素符号」と呼ばれた）。旗手は伝言を受ける基地局に面して立ち、「1」から「5」までの数字を次のように送った。
1. 旗を垂直位置から左に振って地面まで降ろし、即座に垂直位置に戻す
2. 旗を垂直位置から右に振って地面まで降ろし、即座に垂直位置に戻す
3. 旗を旗手の右手下から左手下に振って、即座に垂直位置に戻す。信号「3」は必ず「2」または「4」の後につく
4. 旗を旗手の左手下から右手下に振って、即座に垂直位置に戻す。信号「4」は必ず「1」または「3」の後につく
5. 旗を旗手の前に降ろし、即座に垂直位置に戻す

北軍信号司令部の場合、アルファベット、数字および特殊記号の対する符号は次の通りだった。
| A - 11   | F - 1114 | K - 1434 | P - 2343 | U - 223  | Z - 1111    | 1 - 14223 | 6 - 23111 |
| B - 1423 | G - 1142 | L - 114  | Q - 2342 | V - 2311 | & - 2222    | 2 - 23114 | 7 - 22311 |
| C - 234  | H - 231  | M - 2314 | R - 142  | W - 2234 | tion - 2223 | 3 - 11431 | 8 - 22223 |
| D - 111  | I - 2    | N - 22   | S - 143  | X - 1431 | ing = 1143  | 4 - 11143 | 9 - 22342 |
| E - 23   | J - 2231 | O - 14   | T - 1    | Y - 222  | ed - 1422   | 5 - 11114 | 0 - 11111 |

旗を左から右に振り続けることは注意を引くために使われ、信号送信が始まることを示した。その他特別な信号並びは次の意味があった。
| 5                | 単語の終わり |
| 55               | 文の終わり   |
| 555              | 伝言の終わり |
| 11, 11, 11, 5    | "了解"       |
| 11, 11, 11, 555  | "信号終わり" |
| 234, 234, 234, 5 | "繰り返し"   |
| 143434, 5        | "訂正"       |

### 電信輜重隊とベアズリー電信機
マイヤーは電信輜重隊を野戦電信通信を支援するために導入した。馬に曳かせた荷車に電信機と、臨時の電信線を張るための絶縁銅線の巻枠や鉄柱などを積んでおり、「空飛ぶ電信線」と呼ばれた。各輜重隊には2両の荷車があり、5マイル (8 km) の電信線と電信機が備えられた。最初に試作された輜重隊は、サミュエル・モールスと共に1844年にワシントンD.Cとボルティモアの間で最初の商業電信線を引いた電信技師、ヘンリー・J・ロジャーズが制作した。ロジャーズがこの輜重隊のために制作した当初の電信機は、伝統的な送信用電鍵と受信機に代わって、ダイアル式指示器が付いていた。ダイアルにはアルファベット文字が打たれ、送られるべき文字を示す指針が付いていた。同じような指針が受信機側にも付いており、伝言の綴りを読むことができた。ロジャーズは酸による腐食を防ぐためにガルバニ電池を用いた。この装置はモールス通信と異なり熟練した電信士を必要としなかった。1862年2月の屋外実験では、延長2マイル (3.2 km) の電信線で満足のいく結果を得ることが分かった。3名の信号士官からなる委員会は、そのような輜重隊に常設電信線の補助としての利用価値を認めた。
1862年の半島方面作戦でこれが初めて使われたが、ロジャーズの輜重隊はニューヨーク市のジョージ・W・ベアズリーが発明した新しい電信機、ベアズリー式野戦電信機で置き換えられた。この装置は手回しの発電機を使用したため、電池が不要であるという利点を持っていたが、やはりダイアル式指示器を用いていた。ベアズリー・テレグラフは取っ手の付いた木製の箱に収められ、重量は約100ポンド (45 kg) あった。しかし、技術的な欠陥が2点あった。5マイルないし8マイル（8 kmないし13km）を超えると、その発電機では信号を送れるだけの電力を生み出せなかった。さらに重大なことは送信側と受信側の指針が同期化しない傾向があり、送られた伝言を誤らせるという致命的なものだった。壊れた機械は修復のためにニューヨークに送り返された。マイアーはこの欠陥のために、改めてモールス通信士を雇うことに決めたが、そのことでスタントン長官はマイアーを先任信号士官から解任した。信号司令部の電信輜重隊という資産は全てアメリカ軍電報部に渡されたが、彼等はその信頼性の無さ故にベアズリー・テレグラフを使うことはなかった。それが最も使われたのは1863年のことであり、30の輜重隊が戦場にあった。

### 暗号

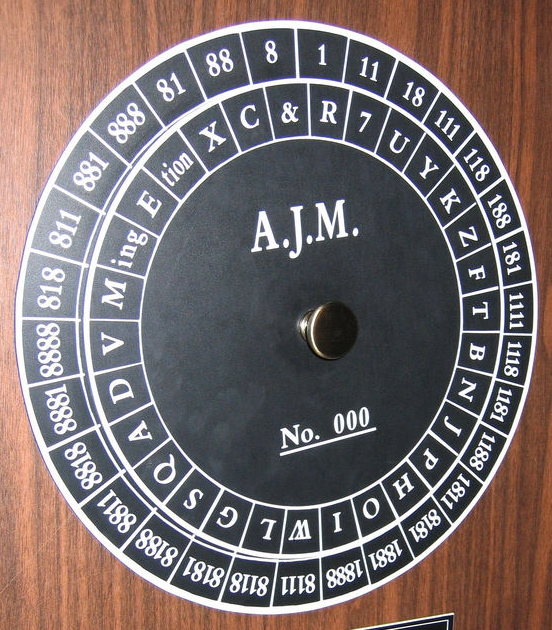
北軍の暗号盤

視覚信号による通信は時として敵にもはっきり見える範囲内で行われたので、機密保持が大きな問題だった。信号司令部は文章の暗号化ができる簡単な円盤である暗号盤を導入した。2つの同心円状の円盤に文字とそれに相当する数字が彫られていた。送り側と受け側は2つの円盤の具体的配置が合っていることを確実にするために、その配置について合意しておく必要があった。伝言を暗号化するために、信号士官は内側の円盤で「調整文字」を選び、この文字を外側の円盤の予め選ばれた数字符号あるいは「キー数」に対応させるようにした。信号士官は元のの平文を旗手に知らせずにキー数を与えるのが通常のやり方だった。この暗号化の方法は現在の標準からすれば原始的だが、このやり方で送られた北軍の伝言を南軍が解読したという記録は無い。同心円の4つの円盤を使うというより複雑な仕組みがフランシス・M・メトカーフ軍曹によって発明され、レミュエル・B・ノートン大佐が改良したが、広く採用されることは無かった。

## 戦闘や方面作戦への信号の貢献

### 第一次ブルランの戦い
第一次ブルランの戦いでは、南軍のエドワード・ポーター・アレクサンダー大尉が、史上初めて戦闘中に信号旗を使い遠くまで伝言を送った。アレクサンダーはマナサスの「シグナルヒル」頂上に信号所を構え、北軍の動きを観察して、ネイサン・"シャンクス"・エバンス大佐指揮の旅団に「「貴部隊の左に気をつけろ。陣地に回りこまれている」」と信号した。これは左翼から攻撃される危険性を意味していた。ボーリガード将軍とジョセフ・ジョンストン将軍は類似した伝言を受け取って、時宜を得て援軍を送り、戦闘の趨勢を南軍側に引き寄せた。
北軍側では、アルバート・マイアーがマナサスで軍用観測気球を用いようとしており、この戦争初期に信号司令部には人員が足りなかったので第26ペンシルベニア連隊から20名の兵士を借りたが、これらの未訓練兵を急がせたために、気球は木に衝突して損傷し、戦闘には使えなかった。

### フレデリックスバーグの戦い
1862年12月のフレデリックスバーグの戦いでは、ベアズリー電信機を用いて、アンブローズ・バーンサイド少将が霧と燃え上がる町の煙の中で自隊と交信するという重要任務があった。12月13日、戦闘の中心となった日に、信号司令部の隊員が砲火の下をラッパハノック川を越えてフレデリックスバーグ市街まで電信線を引き、バーンサイドはその隷下各師団長や7.5マイル (12 km) 離れた物資基地と交信できた。

### チャンセラーズヴィルの戦い
1863年5月のチャンセラーズヴィルの戦いでは、ベアズリー・テレグラフは機能不十分により、アルバート・マイアーにより交換された。この方面での作戦では、ポトマック軍先任信号士官サミュエル・T・クッシング大尉がジョセフ・フッカー少将の作戦から蚊帳の外に置かれており、事前に信号装置を配置できず、戦闘開始から躓いた。部隊の前進に伴い、クッシングには徐々に電信線が不足し、フレデリックスバーグの戦い以来、鉄柱に支えられたまま戦場に放置されていた電信線を使う破目になった。4月29日、ラピダン川の渡河の時、恐らくは電信線が長すぎたために、ベアズリー・テレグラフは動作せず、発明者の息子であるフレデリック・E・ベアズリー大尉が修繕のために派遣されたが、ベアズリー大尉は誤動作の原因は落雷であると認めた。その夜10時半にラピダン川の浅瀬から1通の電報が作戦本部に届いたが、それは誤って午後5時半発信と記されていた。ポトマック軍参謀長のダニエル・バターフィールド少将はクッシングに、5時間も遅れた電報を渡すために総指揮官を起こしに行くつもりはないと伝えた。不適切な電信線と信用できない電報によって問題が続き、フッカー将軍は荒野にいるその軍隊から切り離されたままになった。5月1日、アメリカ軍電報部の電信士が信号司令部のベアズリー式電信士と入れ替わるよう命令を受けた。
北軍の信号機密保持に大きな変化が起こったのもチャンセラーズヴィルにおいてであった。バターフィールドは視覚信号を南軍が妨害することを心配していたが、かれはこれを利点として使い、北軍の真の意図を隠すためにこの方面作戦の初期に虚偽の信号文を発信するよう命じた。北軍の信号司令部隊員は南軍の信号文を常時解読できていたので、バターフィールドはその虚偽の信号が伝わったことを確認できた。北軍が暗号盤を採用して伝言の機密性を改善したのはこの出来事の後だった。

### ゲティスバーグの戦い
ゲティスバーグの戦いでは、北軍の信号司令部は偵察隊としても活躍した。ポトマック軍先任信号士官レミュエル・B・ノートン大尉は指揮下に電信輜重車を持っていたが、それを使っていなかった。1863年7月1日、北軍信号士官アーロン・B・ジェローム中尉はルーテル神学校の丸屋根や役場の尖塔に登り敵軍の接近を観察して、オリバー・O・ハワード少将に報告した。7月2日、南軍ジェイムズ・ロングストリート中将軍団が北軍左側面に攻撃を掛ける位置に移動しようとした。その軍団は長距離の迂回を強いられた結果、リトルラウンドトップの頂上に北軍の信号基地を認め、それにより自軍の接近が報告されていることが分かったので、攻撃を遅延させることにした。南軍の猛攻の間、激戦により信号所は翌日まで放棄された。北軍信号司令部が戦闘に貢献したことを示す銘盤が、現在リトルラウンドトップ頂上近くの巨岩に埋め込まれている。7月3日、ピケットの突撃の前に、北軍前線に対する砲撃が激しかったので、信号隊員はその旗を使えなかった。第6軍団所属信号士官、エドワード・C・ピアス大尉は、猛砲撃下を生きては到達不可能と警告されたが、ジョージ・ミード少将の作戦本部まで騎馬での伝令に成功した。